# 美女闖天關
《美女闖天關》（英語：Cool World）是一部1992年上映的美國成人動畫與真人動畫奇幻电影，由拉爾夫·巴克希執導，劇本由麥可·格雷斯與馬克·維克多撰寫，主演包括金·貝辛格、加布里埃尔·伯恩與布萊德·彼特。劇情講述一位漫畫家無意間進入他筆下所創造、融合動畫與現實的奇幻世界，並與一名渴望成為真人的蛇蠍美人動畫角色產生互動與衝突。
該片的構想起源於1988年電影《威探闯通关》商業與評價上的成功後，導演巴克希於1980年代末期重新受到業界矚目，遂構思出一部融合恐怖元素與成人動畫風格的作品。最初版本原為一部風格黑暗的恐怖電影，巴克希將此計畫提案給派拉蒙影業，並親自擔任導演，該片亦是他自1983年《火與冰》以來首度執導的長片。然而，製片人小弗蘭克·曼庫索介入製作過程，導致劇本被大幅修改，原創概念遭到弱化。最終劇本由格雷斯與維克多重寫，另有賴瑞·葛羅斯參與未具名的改編工作。導演與製片方的創作歧見導致製作狀況混亂。
本片由派拉蒙影業於1992年7月10日在美國上映，上映後獲得多數負面評價，評論普遍批評其劇情混亂、角色塑造薄弱，以及動畫與真人場景融合效果不佳。不過，其視覺風格與原聲帶獲得部分肯定。電影在商業表現上亦不理想，於2,800萬美元預算下僅收穫約1,410萬美元票房，被視為票房炸彈。儘管如此，該片隨後逐漸獲得部分影迷支持，被視為邪典電影的作品之一。

## 演員
- 蓋布瑞·拜恩 飾 傑克·迪布斯（Jack Deebs）：一名因過失殺人入獄的漫畫家，著有作品《酷世界》。
- 布萊德·彼特 飾 法蘭克·哈里斯（Frank Harris）：第二次世界大戰退伍軍人，戰後被傳送至酷世界並成為當地警探，致力於維持現實與動畫世界的秩序；彼特同時為動畫版的法蘭克配音。
- 金·貝辛格 飾 荷莉·伍德（Holli Would）：具有魅力與野心的塗鴉蛇蠍美人，渴望成為現實世界的人類；貝辛格同時配音動畫版的荷莉。
- 迪爾德麗·奧康奈爾（英语：Deirdre O'Connell (actress)） 飾 伊莎貝爾·馬利（Isabelle Malley）：傑克的鄰居。
- 米歇爾·亞布拉姆斯 飾 珍妮佛·馬利（Jennifer Malley）：伊莎貝爾的女兒。
- 賈妮·布倫-羅文 飾 阿加莎·蘿絲·哈里斯（Agatha Rose Harris）：法蘭克的母親。

小弗蘭克·西娜特拉以本人身分客串登場。

### 配音
- 查理·阿德勒（英语：Charlie Adler） 配音 釘子（Nails）：蜘蛛造型的塗鴉角色，擔任法蘭克的搭檔。
- 坎蒂·米洛（英语：Candi Milo） 配音：
  - 羅奈特（Lonette）：法蘭克在酷世界的塗鴉戀人。
  - 鮑伯（Bob）：荷莉的手下之一，為一名塗鴉異性裝扮者。
- 莫里斯·拉馬奇（英语：Maurice LaMarche）配音：
  - 鬍鬚博士（Doctor Vincent "Vegas Vinnie" Whiskers）：古怪但富智慧的塗鴉科學家，曾無意中將法蘭克傳送至酷世界。
  - 馬許（Mash）：荷莉手下，體型龐大且具獸性特徵的塗鴉。
  - 傑克的塗鴉版本（以「超級傑克」Super Jack列名）。
  - 夜店「切割俱樂部」的醉漢（Drunk Bar Patron）。
  - 審問者2號（Interrogator No. 2）：法蘭克初到酷世界時遭遇的審問塗鴉之一。
- 喬伊·卡門（英语：Joey Camen） 配音：
- 史萊許（Slash）：荷莉的手下之一，身形矮小、外型近似靈長類的塗鴉，穿著像尿布的內褲，手指可伸出利爪。
  - 荷莉公寓的會說話大門（Holli's Door）。
  - 審問者1號（Interrogator No. 1）。
- 麥可·拉利（英语：Michael Lally (poet)） 配音 火花（Sparks）：酷世界的塗鴉幫派分子，擁有會吃人的木頭幣，警方線人。
- 葛格里·斯內格夫（英语：Gregory Snegoff） 配音 巴許（Bash）：荷莉的手下。
- 派屈克·皮尼（英语：Patrick Pinney） 配音 奇可（Chico）：無腿塗鴉，擔任夜店保鑣。
- 珍妮·詹寧斯 配音 兔子塗鴉（Craps Bunny）：常與荷莉的手下進行擲骰遊戲。

## 製作

### 開發

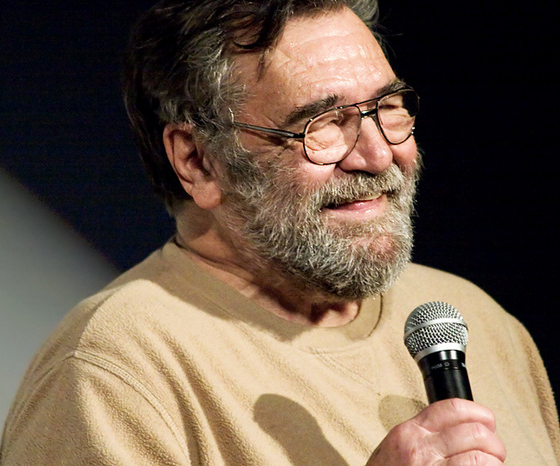
导演拉尔夫·巴克希（摄于2009年1月）

1980年代末期，繼《新太空飛鼠》而重新受到業界關注後，拉爾夫·巴克希於1990年構思了一部新片，講述一位漫畫家在獄中創作了一部漫畫，意外成為地下圈中的「明星」。該漫畫家後來與一名名叫「黛比·達拉斯」（Debbie Dallas）的性感「塗鴉女郎」（doodle）發生性行為，並與她生下了一個混血孩子——一半是動畫角色、一半是人類。這名孩子因為被父親遺棄而心生怨恨，長大後踏上尋父之旅試圖殺死親生父親。巴克希將本作定位為一部融合真人與動畫的恐怖電影，並向派拉蒙影業提案。當時他曾短暫擔任該公司著名動畫工作室動畫部門的最後一任主管。 巴克希表示派拉蒙「只花了十秒就買下這個構想」。
除了巴克希基於自己構想撰寫劇本外，編劇麥可·葛瑞斯與馬克·維克多（以及未掛名的賴瑞·葛羅斯）也根據該概念撰寫了數個版本的劇本。葛瑞斯指控巴克希對自己參與程度撒謊，並強調他與維克多多次在編劇署名仲裁中勝訴。
製片人小弗蘭克·曼庫索（派拉蒙總裁老弗蘭克·曼庫索之子）加入製作團隊後，派拉蒙於1990年11月正式拍板開拍此片。
一項長期流傳的謠言指出，巴克希發現劇本被他人擅自重寫後，曾痛毆小弗蘭克。但他在2022年接受《獨立報》記者凱文·E·G·派瑞電話專訪時澄清：「我從沒打過小弗蘭克·曼庫索……那只是個謠言。我確實對他大吼過幾次，但那也不是他的錯。我其實挺喜歡弗蘭克的。我沒打過他。你能幫我澄清一下嗎？」

### 選角
巴克希原本計劃由布萊德·彼特與茱兒·芭莉摩擔綱主演，但片廠為提升票房吸引力，堅持由更具商業號召力的演員擔任主角，最終於1991年1月底選定金·貝辛格與蓋布瑞·拜恩出演。法蘭克一角則為彼特量身打造。主要拍攝於1991年3月15日至4月19日進行，拍攝地點包括拉斯維加斯及位於洛杉磯的派拉蒙影業攝影棚。
拍攝期間，巴克希與派拉蒙影業的關係迅速惡化。製片人曼庫索說服片廠，認為若本片被美國電影協會評為限制級（R級），將限制未滿17歲觀眾入場，對商業風險過高。 因此，曼庫索聘請賴瑞·葛羅斯改寫劇本，以期通過PG-13分級，並於開拍首日提交修訂本。 巴克希對此感到「背叛」。
巴克希也表示，金·貝辛格曾私下要求他與曼庫索允許她重寫劇本，理由是「她希望這部電影能在醫院中放映給病童觀賞……我告訴她，『金，這個想法很棒，但你找錯了導演。』」

### 動畫風格
本片的動畫製作由派拉蒙影業內部團隊完成。動畫師並未拿到正式劇本，而是被巴克希告知「隨意畫一些有趣的場景，想畫什麼就畫什麼！」
真人場景的視覺設計目標是「彷彿走入一幅活生生的畫作」，這是巴克希多年來的夢想視覺概念。場景設計主要依據設計師巴瑞·傑克森（Barry Jackson）的畫作進行放大建構。動畫風格深受麥克斯·弗萊舍工作室（1930至40年代由派拉蒙發行的動畫公司）與特里動畫影響，後者為巴克希早年任職之地，且他曾將旗下角色太空飛鼠改編為電視動畫。
劇中傑克·迪布斯所繪製的漫畫，實際由地下漫畫藝術家斯佩恩·羅德里格斯負責繪製。

## 音樂
本片的原聲帶由Thrill Kill Kult樂團、莫比、部落教團、未來倫敦之聲等樂團錄製，並於1992年由華納兄弟唱片公司發行。 專輯收錄了大衛·鮑伊創作並演唱的〈Real Cool World〉，這是他約三年來首度發表的個人原創歌曲，為本片專屬創作。該原聲帶獲得評論界比電影本身更為正面的評價，包括AllMusic網站給予的四星評價。
此外，由馬克·艾沙姆創作的電影原創配樂，融合了爵士樂、管弦樂及電子音樂元素，並由慕尼黑交響樂團演奏。該配樂由瓦雷茲薩拉班德唱片公司以光碟形式發行，2015年則由Quartet發行完整版本，同樣獲得正面評價。

## 宣傳
派拉蒙影業在宣傳本片時，主打其為導演巴克希的回歸之作，以及主角荷莉·伍德的高度性感形象。不過，部分評論認為行銷策略目標錯誤。該公司行銷總裁巴瑞·倫敦（Barry London）指出：「不幸的是，這部片似乎未能滿足它所鎖定的年輕觀眾。」 動畫設計師米爾頓·奈特回憶道，首映觀眾「其實想看到的是更加狂野、露骨的《酷世界》」。
數款基於本片的授權電子遊戲由海洋軟體公司開發發行。首款遊戲由Twilight公司製作，於1992年登上Amiga、Atari ST、Commodore 64與DOS等平台。1993年又推出兩款針對任天堂紅白機與超級任天堂的版本，另有一款Game Boy遊戲與前者並行發售。
此外，DC漫畫也出版了一套四期迷你漫畫連載，作為本片的前傳。 由邁克爾·尤里撰寫劇本，繪者包括史蒂芬·德斯特法諾、查克·菲亞拉（Chuck Fiala）與比爾·雷伊。

### 爭議
1992年7月，派拉蒙影業為宣傳本片，將好萊塢標誌改裝，懸掛高達75-英尺（23-）的荷莉·伍德（Holli Would）大型剪影，引發爭議。 派拉蒙最初申請遭到洛杉磯市政府拒絕，但公司支付2萬7千美元捐款予市府，並再支付等額1992年洛杉磯暴動善後費用後，市府才同意此宣傳行動。 許多當地居民對此舉感到憤怒，主因為荷莉形象過於性暗示，遂提出訴訟請求禁止該宣傳，但最終敗訴。
洛杉磯市公園與康樂委員會曾發函表達強烈不滿，指出：「批准此變更的行為令人震驚，對洛杉磯女性構成冒犯，且不符合作為好萊塢標誌管理者的責任。派拉蒙影業捐贈2萬7千美元給『重建洛杉磯』，不應成為其物化女性、利用地標的通行證。」揭幕儀式當天亦有抗議民眾現場示威。

## 票房
《美女闖天關》首週在北美票房排名第六，收入約550萬美元。雖原計畫次週擴大上映，但派拉蒙卻突然停止所有廣告宣傳，令戲院業者錯愕。 最終本片北美總票房僅約1,410萬美元，遠低於2,800萬美元製作預算。

## 評論
根据評論匯總网站爛番茄汇总的51篇评论文章，4%的评论家给予该作正面评价。该网站总结的评论家共识是“《美女闖天關》雖然偶有視覺火花，但無法掩飾劇本角色空洞、情節混亂的問題。”
在Metacritic上，16位影評人共給予了28分的分數（滿分100分），這部電影獲得了「普遍負面評價」。
CinemaScore給予本片「C」等級，評分範圍為A+至F。
《綜藝》影評人布萊恩·勞瑞（Brian Lowry）形容本片就像一支冗長的音樂錄影帶，稱讚其配樂與視覺設計，但批評故事薄弱。 《洛杉磯時報》的評論指出：「劇情幾乎毫無邏輯可言。」
《芝加哥太陽報》影評人羅傑·伊伯特批評本片「一次次錯失良機……這是一部意外地粗糙無能的作品。」 評論家倫納德·馬爾頓則形容本片「太嚴肅而難以令人感到趣味，卻又太滑稽而無法認真看待；主角令人難以喜愛又乏味無趣。看起來就像羅傑·柯曼版的《威探闖通關》」。 《Deseret News》的克里斯·希克斯（Chris Hicks）則寫道：「這是一部只有一個笑點的電影，而那是一個黃色笑話……而且片中大多數內容看起來既憤怒又令人不快，既無靈感也不風趣。」 《華盛頓郵報》的哈爾·欣森（Hal Hinson）則批評金·貝辛格的表現：「我開始懷疑金·貝辛格作為動畫還是作為真人更令人討厭」，他也認為動畫與真人的融合效果極差。
1997年，約翰·葛蘭特（John Grant）於《奇幻百科全書》中撰文稱《美女闖天關》為「奇幻電影史上的重要成就之一，是一部『創復型幻想』作品，每次觀賞都能發現更多層次」。 動畫史學者傑瑞·貝克於2005年則表示本片「只適合成人觀眾與拉爾夫·巴克希的忠實粉絲」，雖稱讚其「設定出色、卡司強大，動畫堪稱巴克希作品中最佳」，但也批評整體為「對他過去主題的空洞重複，劇情毫無發展」。
電影上映後，導演巴克希曾在多場訪談中抨擊本片：「我原本以為只要動畫夠好就值得做，但你知道嗎？根本不值得。」 他也說道：「我當時帶了一堆動畫師進來，本想說至少能開心地畫些動畫，這點我倒是做到了。」 2022年時，他則改口：「我過去常貶低這部作品，但現在不會了……《美女闖天關》裡有我畫過最棒的一些動畫。」
本片曾獲提名金酸莓獎最差女主角，由金·貝辛格入圍。

## 家庭媒體
Shout! Factory於2022年9月13日在美國與加拿大發行《美女闖天關》的4K解析度「收藏家版」。

## 外部連結
- 互联网电影数据库（IMDb）上《Cool World》的资料（英文）
- TCM电影资料库上《Cool World》的资料（英文）
- Box Office Mojo上《Cool World》的資料（英文）
- Cool World 的存檔，存档日期October 26, 2005，. at the official Ralph Bakshi website.